# فردریش یولی
فردریش یولی (آلمانی: Friedrich Jolly؛ ‏ ۲۴ نوامبر ۱۸۴۴ – ۴ ژانویهٔ ۱۹۰۴) روان‌پزشک، متخصص اعصاب و استاد دانشگاه اهل آلمان بود. وی فرزند فیزیک‌دان آلمانی فیلیپ فون یولی بود.
او دانش‌اموختهٔ رشتهٔ پزشکی در دانشگاه گوتینگن و دانشگاه لودویگ ماکسیمیلیان مونیخ بود. او در سال ۱۸۷۳ به ریاست کلینیک روانپزشکی استراسبورگ منسوب و جانشین ریشارد فون کرافت-ابینگ شد. وی در سال ۱۸۹۰ جانشین کارل فریدریش اتو وستفال در بیمارستان شاریته و رئیس بخش عصب‌روان‌پزشکی این مرکز آموزشی-درمانی شد.
شهرت او به واسطهٔ پژوهش‌های پیشگامانه‌اش در زمینهٔ میاستنی گراویس و جنبه‌های الکتروفیزیولوژیک خستگی ناشی از این بیماری است.